# Heideken
Heideken est un édifice situé dans le quartier III à Turku en Finlande.

## Présentation
Heideken a fonctionné comme une maternité des années 1890 jusqu'à la fin du XXème  siècle. 
Le batiment porte le nom du fondateur de la maternité, Carl von Heideken, docteur en médecine et chirurgie.
Heideken a été initialement ouvert en 1890 en tant que maternité privée. 
Le premier bâtiment en bois a été conçu par Viktor Reinis, mais la maison a été détruite dans un incendie en 1898.
Le nouveau bâtiment ouvert en 1900 a été conçu par Gustaf Nyström, et en 1928 une aile supplémentaire a été ouverte sur Sepänkatu. 
Carl von Heideken mourut en 1914. 
Après divers rebondissements, la ville de Turku a acheté le bâtiment.
La maternité Heideken a fermé en 1995 et toutes les naissances ont été transférées à l'hôpital central de l'université de Turku, où environ la moitié des naissances de Turku ont eu lieu depuis les années 1970.
Lorsque les naissances à Heideken ont cessé, une partie du matériel a été conservée au Musée des soins de santé.
Les locaux de Heideken ont été restaurés et modifiés pour convenir à un usage de bureau. 
Pendant dix ans, Heideken a été occupé par l'Université des sciences appliquées de Turku , jusqu'à ce qu'elle soit vendue en décembre 2007 au Varsinais-Suomen Lastensuojelujärjestöt ry et au Varsinais-Suomen piiri ry de l'Association de protection des enfants Mannerheim. 
Les nouveaux propriétaires ont fondé Kiinteistö Oy Heideken et Perhetalo Heideken a commencé à fonctionner dans la maison.
De nos jours, les salles de réunion et de formation peuvent être louées auprès de Perhetalo Heideken.